# Група Блекінгегаде

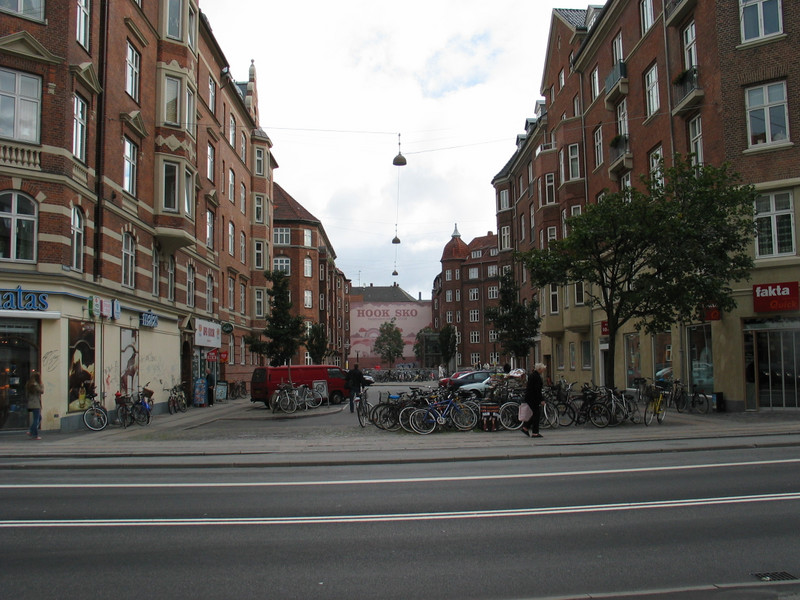
Вулиця Блекінге у 2004 році

Банда з вулиці Блекінге (дан. Blekingegadebanden) — група з приблизно десяти комуністичних активістів, які протягом 1970-х і 1980-х років скоїли низку високопрофесійних пограбувань у Данії та відправляли гроші Народному фронту визволення Палестини. В 1989 році було виявлено великий склад зброї та вибухівки в таємній квартирі на Blekingegade (вулиця Блекінге), що дало групі умовну назву, під якою вона стала відомою в пресі.
Група виникла як внутрішнє нелегальне крило маоїстської організації «Комуністичний робітничий гурток» (КРГ), більшість членів якої не знали про цю діяльність. Члени КРГ вважали безперспективною діяльність, орієнтовану на данську аудиторію й зосередилися на допомозі національно-визвольним організаціям у країнах «третього світу». Зокрема, вони встановили контакти з ФРЕЛІМО, ЗАНУ, МПЛА. В рамках легальної діяльності вони ініціювали кампанію «Одяг для Африки» й збирали речі та ліки для таборів біженців, що перебували під контролем національно-визвольних рухів. З 1972 по 1978 рік вони передали понад 130 тонн одягу.
Водночас, низка членів КРГ була залучена до нелегальної діяльності, яка активізувалася після ізраїльського вторгнення до Лівану в 1982 році. Найбільш гучною справою, що поклала кінець історії групи, стало пограбування інкасаторського автомобіля біля поштового відділення в Копенгагені у 1988 році. Активісти викрали 13 млн крон, смертельно поранивши під час втечі поліцейського.